# 동남보

동남부 지방의 위치

동남보(東南部, 베트남어: Đông Nam Bộ)는 베트남의 하위 행정 분류로 베트남 남부의 동쪽을 일컫는 말이다. 호찌민시를 포함하여 7개의 성이 있다.

## 동남부 지방
인구는 2019년  기준이다.
| No. | 성           | 성도       | 면적 (km2) | 인구*     | 인구밀도(명/km2) |
| --- | ------------ | ---------- | ---------- | --------- | ---------------- |
| 1   | 호찌민       | 호찌민     | 2,095      | 9,320,866 | 4,449            |
| 2   | 바리어붕따우 | 바리어시   | 1,987      | 1,490,879 | 750              |
| 3   | 빈즈엉       | 투저우못   | 2,695      | 2,455,865 | 911              |
| 4   | 빈프억       | 동쏘아이   | 6,881      | 994,674   | 145              |
| 5   | 동나이       | 비엔호아시 | 5,906      | 4,544,070 | 769              |
| 6   | 떠이닌       | 떠이닌시   | 4,041      | 1,178,300 | 292              |

## 교통
탄손나트 국제공항은 2006년 여객수송 850만 명으로 베트남에서 가장 큰 공항이지만, 포화상태에 이르렀다.  2010년 이후에는 새로 건설을 시작한 롱타인 국제공항으로 대체될 예정이다. 리엔크엉 국제공항은 이 지역에서 중요한 공항이다. 
사이공항과 비리어붕따우에 있는 몇몇 심해항은 이 나라에서 가장 붐비는 항구다. 
이 지역의 주요 도로로는 국도 1A와 국도 51호선, 아시안 하이웨이가 있다.

## 같이 보기
- 베트남의 행정 구역